# Solarcity
Solarcity, i marknadsföringssyfte skrivet SolarCity, är ett amerikanskt företag för installation av solpaneler i bostäder. Företaget grundades år 2006 av Peter Rive och Lyndon Rive. År 2011 hade Solarcity 15 000 avklarade eller pågående solinstallationsprojekt, idag är siffran däremot mycket högre. Elon Musk är ordförande i företaget.

## Leasing
Solarcity har haft stor framgång med ett system som de kallar Solarlease. Det är i princip så att Solarcity gratis installerar solpanelerna mot att kunden sedan betalar varje månad för att täcka upp kostnaderna, ofta i 20 år.